# Isabel de Antioquía (reina de Armenia)
Isabel de Antioquía (en armenio: Իզաբելլա Անտիոքացի; fallecida en 1206), fue reina consorte del reino armenio de Cilicia.

## Biografía
Isabel provenía del Principado de Antioquía. Era la sobrina de Sibila, esposa del príncipe Bohemundo III de Antioquía. Se casó (entre el 3 de febrero de 1188 y 4 de febrero de 1189) con León I, rey de Armenia Cilicia.
Por su matrimonio con el gobernante armenio nació su hija Estefanía, esposa de Juan de Brienne, rey de Jerusalén y coemperador del Imperio latino de Constantinopla. Isabel fue envenenada en el castillo de Vahka (27/28 de enero de 1205/1206).